# 出逢った頃の君でいて
『出逢った頃の君でいて』（であったころのきみでいて）は、内館牧子原作の漫画。また内館本人が執筆した小説、脚本を書いたドラマ作品。

## 漫画
漫画雑誌「mimi」に1991年4月から7月にかけて連載された。作画は沖野ヨーコ。単行本は全3巻。

## 小説
1991年5月に講談社から単行本が刊行、1993年4月1日に講談社文庫から発売。
- 出逢った頃の君でいて（1991年5月、講談社、ISBN 978-4061708518）
- 出逢った頃の君でいて（1993年4月、講談社文庫、ISBN 978-4061853683）

## テレビドラマ
1994年4月13日から同年6月29日まで、日本テレビ系列「水曜ドラマ」（水曜 22:00 - 22:55）枠で放送。全12話。
本作から、鹿児島県での放送局が日本テレビ・フジテレビ系列のクロスネット局だった鹿児島テレビ（本番組開始と同時にフジテレビ系フルネット化）から、鹿児島読売テレビへと移行された。

### あらすじ
父が亡くなったモロッコで、モロッコ駐在の圭介（陣内孝則）に案内してもらう主人公のOL・ナナ（酒井法子）は、次第に圭介を慕っていく。
やがて、ナナは圭介の妻・恭子と圭介の後輩・山瀬が不倫関係にあることを知る。ナナに関係を知られた山瀬は圭介に全てを告白した。圭介は一度は息子・雅彦のために再構築をしようとするものの、雅彦が実は圭介の子供ではなく山瀬の子供だと恭子に告白され、自暴自棄になる。
そんな圭介をナナは叱咤し、立ち直った圭介はナナを愛していることに気付き、二人は結ばれる。
しかし、モロッコで圭介は自動車事故にあい、死亡してしまう。
一度は自らの命を絶とうとしたナナだが、母・美子に諭され、圭介が愛した『出逢った頃のままの自分』で生きていくことを決意する。

### キャスト
三輪圭介
演：陣内孝則　
商社のモロッコ駐在社員。
大里ナナ
演：酒井法子　
商社OL。
野口肇
演：榊原利彦
商社社員。ナナの見合い相手。
小野由美
演：若林志穂　
ナナの親友。
大里美子
演：加賀まりこ　　
ナナの母。小料理屋を営む。
三輪恭子
演：中川安奈
圭介の妻。
山瀬和彦
演：風間トオル
人事課長。恭子の不倫相手。
田辺宏
演：田山涼成
由美の上司で、不倫相手。
大里紘一
演：清水綋治
ナナの父で、故人。考古学者をしていた。
三輪雅彦
演：森廉
圭介の戸籍上の息子。
村山徹
演：河西健司
商社課長。圭介の上司。
野中芳雄
演：佐藤幸雄
商社社員。圭介の同僚。
石井
演：藤本浩二
定子
演：渡辺真起子
章子
演：西田尚美
いずみ
演：北浦共笑

### スタッフ
- 原作・脚本：内館牧子
- 演出：吉野洋、斎藤郁宏
- プロデュース：小山啓
- 音楽：S.E.N.S.（BMG JAPAN）
- 主題歌：竹内まりや「純愛ラプソディ」
- チーフプロデューサー：小杉善信
- 制作：日本テレビ

### 放送日程
| 話数                                                       | 放送日  | サブタイトル     | 演出   |
| ---------------------------------------------------------- | ------- | ---------------- | ------ |
| 第1話                                                      | 4月13日 | けがれなき不倫   |        |
| 第2話                                                      | 4月20日 | ふしだらな純愛   | 吉野洋 |
| 第3話                                                      | 4月27日 | スキャンダル!!   |        |
| 第4話                                                      | 5月04日 | 危険な妻の逆襲   |        |
| 第5話                                                      | 5月11日 |                  |        |
| 第6話                                                      | 5月18日 | もうどうでもいい |        |
| 第7話                                                      | 5月25日 |                  |        |
| 第8話                                                      | 6月01日 | 死んで下さいッ!  |        |
| 第9話                                                      | 6月08日 | 血まみれの復讐   |        |
| 第10話                                                     | 6月15日 | 死なせてッ!      |        |
| 第11話                                                     | 6月22日 | 一生、許さない!  |        |
| 最終話                                                     | 6月29日 | 別れは永遠の絆   |        |
| 平均視聴率 16.1%（視聴率は関東地区・ビデオリサーチ社調べ） |         |                  |        |

### サウンドトラック
- S.E.N.S.「出逢った頃の君でいて」オリジナル・サウンドトラック（1994年5月25日）

| 日本テレビ系列 水曜ドラマ                                         | 日本テレビ系列 水曜ドラマ                                                     | 日本テレビ系列 水曜ドラマ                                          |
| 前番組                                                            | 番組名                                                                        | 次番組                                                             |
| ----------------------------------------------------------------- | ----------------------------------------------------------------------------- | ------------------------------------------------------------------ |
| 横浜心中 （1994年1月12日 - 3月23日） ※この作品まで終了時刻は22:54 | 出逢った頃の君でいて （1994年4月13日 - 6月29日） ※この作品から終了時刻は22:55 | 禁断の果実 （1994年7月6日 - 9月28日） ※この作品まで終了時刻は22:55 |
| 日本テレビ系列 水曜22:54 - 22:55枠                                |                                                                               |                                                                    |
| スポーツアイランド ※22:54 - 23:00                                 | 出逢った頃の君でいて 【ここからドラマ枠】                                     | 禁断の果実                                                         |